# Amerikaanse bezetting van Veracruz
De Amerikaanse bezetting van Veracruz van 1914 duurde zes maanden en was een reactie op het Tampico-indident, waarbij op 9 april 1914 een vechtpartij had plaatsgevonden tussen Amerikaanse en Mexicaanse zeelieden. De bezetting vond plaats tijdens de Mexicaanse Revolutie.

## Aanleiding
De bezetting vond plaats tijdens een periode van spanningen tussen de Verenigde Staten en Mexico. De Amerikaanse president Woodrow Wilson was een verklaard tegenstander van de Mexicaanse dictator Victoriano Huerta, die een jaar eerder de macht had gegrepen. Wilson weigerde Huerta te erkennen en steunde het Constitutionalistisch Leger van Venustiano Carranza, dat zich verzette tegen Huerta. De Amerikaanse regering stelde een wapenembargo in tegen Mexico, maar vermoedde dat dit was verbroken en dat Mexico wapens ontving van het Duitse Keizerrijk, dat met Huerta sympathiseerde. De officiële aanleiding tot de bezetting was een vechtpartij tussen Amerikaanse mariniers en Mexicaanse soldaten in de haven van Tampico, waarna de Mexicaanse regering weigerde bij wijze van excuus de Amerikaanse vlag te heffen en een kanonsaluut te brengen. In werkelijkheid werd de aanval echter vooral ingegeven door de ontdekking dat het Duitse schip Ypiranga met een lading wapens op weg was naar Veracruz.

## De strijd
Op 21 april 1914 begonnen slagschepen onder bevel van Frank Fletcher een bombardement op Veracruz. Om half twaalf 's ochtends begon de Amerikaanse marine haar landingsoperaties. De Mexicaanse generaal Gustavo Mass trok zijn troepen terug om bloedvergieten te voorkomen, maar commodore Manuel Azueta spoorde de cadetten van de maritieme academie aan de havenstad te verdedigen. Gedurende de hele dag vonden er gevechten plaats, waarbij ook de burgerbevolking zich tegen de indringers keerde. Gevangenen van de beruchte gevangenis San Juan de Ulúa werden vrijgelaten als ze zich bewapenden tegen de Amerikanen. Om 5 uur 's middags slaagden de Amerikanen erin het centrale plein van Veracruz in te nemen, waarna Azueta de stad liet ontruimen. De daaropvolgende dagen werden de Amerikanen echter nog bestookt door sluipschutters, die hen vanaf de daken beschoten.
Admiraal Fletcher nam de controle over van het havenbestuur. Huerta veroordeelde de bezetting, maar was te zeer bezig met de oorlog tegen de constitutionalisten om te reageren. Carranza veroordeelde ook de bezetting. Hoewel hij hulp tegen Huerta kon gebruiken was hij niet te spreken over de schending van de Mexicaanse soevereiniteit door de Amerikanen. Op 14 juli trad Huerta af en ontvluchtte het land. Even dreigde er een oorlog tussen de Verenigde Staten en Mexico, maar na mediatie van Argentinië, Brazilië en Chili besloot Wilson Veracruz op 23 november te ontruimen.